# Championnat européen des nations de rugby à XV 2006-2008
Navigation
Championnat 2004-2006 Championnat 2008-2010

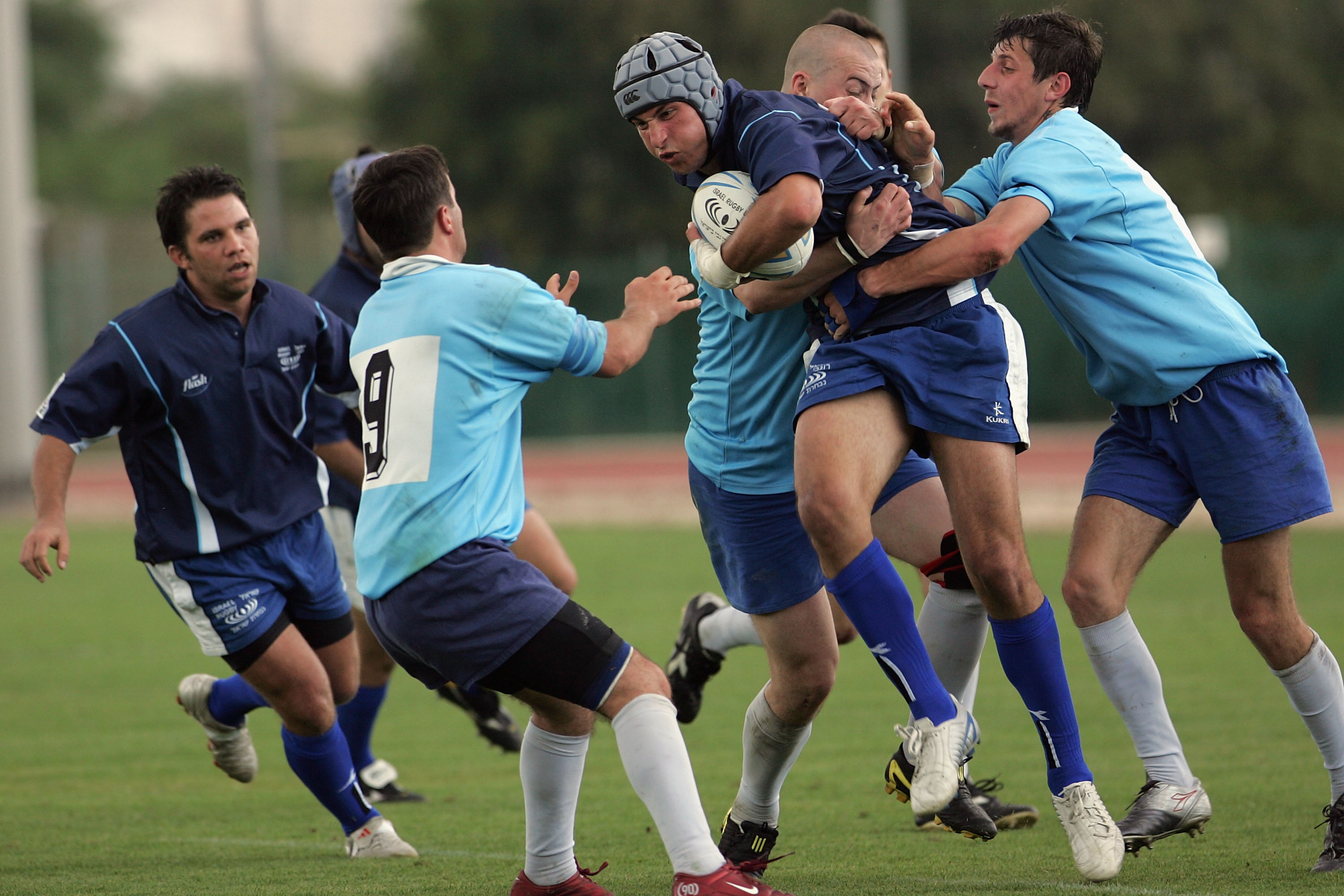
Match de la Coupe d'Europe des Nations de rugby 2006-2008, Division 3, Israël contre Bosnie-Herzégovine

Le championnat européen des nations 2006–2008 est une compétition qui réunit les nations de la FIRA–AER qui ne participent pas au Tournoi des Six Nations. 35 nations sont réparties en sept divisions, les équipes de la dernière division jouent deux compétitions différentes en 2006-2007 et 2007-2008. La compétition est remportée par la Géorgie.

## Équipes engagées
Première Division
- Roumanie
- Géorgie
- Portugal
- Russie
- République tchèque
- Espagne

| Division 2A - Ukraine - Allemagne - Belgique - Moldavie - Pays-Bas | Division 2B - Malte - Pologne - Croatie - Andorre - Lettonie |

| Division 3A - Serbie et Monténégro - Suède - Suisse - Danemark - Arménie | Division 3B - Autriche - Lituanie - Hongrie - Bulgarie - Norvège | Division 3C - Slovénie - Luxembourg - Israël - Bosnie-Herzégovine - Finlande | Division 3D - Azerbaïdjan - Monaco - Slovaquie - Grèce - Chypre |

## Première division

### Faits saillants
Cette compétition se déroule sur deux saisons du 23 septembre 2006 au 14 juin 2008.
Les journées 1 à 5 se disputent lors de la saison 2006-2007 et les journées 6 à 10 lors de la saison 2007-2008.
La Géorgie, le Portugal, la Roumanie, la Russie, la République tchèque et l'Espagne disputent cette édition.

### Classement
| Rang | Pays               | J  | V | N | D  | Pm  | Pe  | Diff | Pts |
| ---- | ------------------ | -- | - | - | -- | --- | --- | ---- | --- |
| 1    | Géorgie            | 10 | 9 | 0 | 1  | 292 | 114 | +178 | 28  |
| 2    | Russie             | 10 | 8 | 0 | 2  | 312 | 147 | +165 | 26  |
| 3    | Roumanie (T)       | 10 | 6 | 0 | 4  | 277 | 144 | +133 | 22  |
| 4    | Espagne (P)        | 10 | 4 | 0 | 6  | 233 | 240 | -7   | 18  |
| 5    | Portugal           | 10 | 3 | 0 | 7  | 174 | 196 | -22  | 16  |
| 6    | République tchèque | 10 | 0 | 0 | 10 | 59  | 506 | -447 | 10  |

|  | Vainqueur du championnat. |
|  | Relégué en Division 2A. |
|  | T : Tenant du titre • P : Promu en 2006 V : Victoires • N : Matches Nuls • D : Défaites • PP : Points Pour (marqués) • PC : Points Contre (encaissés) • Diff : Différence de points |

Matchs aller
| 3 février 2007 | Roumanie | 17 – 20 (6 - 13) | Géorgie | Bucarest 1,000 spectateurs Arbitre : C. Stanley |
| 3 février 2007 |          |                  |         | Bucarest 1,000 spectateurs Arbitre : C. Stanley |
| 3 février 2007 |          |                  |         | Bucarest 1,000 spectateurs Arbitre : C. Stanley |

| 3 février 2007 | Portugal | 21 – 18 | Espagne | Lisbonne |
| 3 février 2007 |          |         |         | Lisbonne |
| 3 février 2007 |          |         |         | Lisbonne |

| 10 février 2007 | Espagne | 14 – 39 | Russie | Madrid |
| 10 février 2007 |         |         |        | Madrid |
| 10 février 2007 |         |         |        | Madrid |

| 10 mars 2007 | Roumanie | 50 – 14 (24 - 7) | Espagne | Bucarest 1,000 spectateurs Arbitre : M. Vancini |
| 10 mars 2007 |          |                  |         | Bucarest 1,000 spectateurs Arbitre : M. Vancini |
| 10 mars 2007 |          |                  |         | Bucarest 1,000 spectateurs Arbitre : M. Vancini |

| 17 mars 2007 | République tchèque | 13 – 46 (7 - 29) | Roumanie | Prague 500 spectateurs Arbitre : J. Jones |
| 17 mars 2007 |                    |                  |          | Prague 500 spectateurs Arbitre : J. Jones |
| 17 mars 2007 |                    |                  |          | Prague 500 spectateurs Arbitre : J. Jones |

| 17 mars 2007 | Espagne | 31 – 17 | Géorgie | Madrid |
| 17 mars 2007 |         |         |         | Madrid |
| 17 mars 2007 |         |         |         | Madrid |

| 24 mars 2007 | Géorgie | 31 – 12 | Russie | Tbilissi |
| 24 mars 2007 |         |         |        | Tbilissi |
| 24 mars 2007 |         |         |        | Tbilissi |

| 7 avril 2007 | Géorgie | 98 – 3 | République tchèque | Tbilissi |
| 7 avril 2007 |         |        |                    | Tbilissi |
| 7 avril 2007 |         |        |                    | Tbilissi |

| 21 avril 2007 | Russie | 62 – 6 | République tchèque | Krasnodar |
| 21 avril 2007 |        |        |                    | Krasnodar |
| 21 avril 2007 |        |        |                    | Krasnodar |

| 5 mai 2007 | République tchèque | 15 – 42 | Espagne | Prague |
| 5 mai 2007 |                    |         |         | Prague |
| 5 mai 2007 |                    |         |         | Prague |

| 12 mai 2007 | Portugal | 13 – 21 | Russie | Lisbonne |
| 12 mai 2007 |          |         |        | Lisbonne |
| 12 mai 2007 |          |         |        | Lisbonne |

| 19 mai 2007 | République tchèque | 3 – 23 | Portugal | Prague |
| 19 mai 2007 |                    |        |          | Prague |
| 19 mai 2007 |                    |        |          | Prague |

| 3 novembre 2007 | Espagne | 46- 0 | République tchèque | Madrid |
| 3 novembre 2007 |         |       |                    | Madrid |
| 3 novembre 2007 |         |       |                    | Madrid |

| 4 novembre 2007 | Roumanie | 12 – 22 (9 - 12) | Russie | Bucarest 1,500 spectateurs Arbitre : A. McPherson |
| 4 novembre 2007 |          |                  |        | Bucarest 1,500 spectateurs Arbitre : A. McPherson |
| 4 novembre 2007 |          |                  |        | Bucarest 1,500 spectateurs Arbitre : A. McPherson |

| 1er décembre 2007 | Portugal | 8 – 23 (3 - 6) | Roumanie | Lisbonne 8,000 spectateurs Arbitre : T. Hayes |
| 1er décembre 2007 |          |                |          | Lisbonne 8,000 spectateurs Arbitre : T. Hayes |
| 1er décembre 2007 |          |                |          | Lisbonne 8,000 spectateurs Arbitre : T. Hayes |

Matchs retour
| 2 février 2008 | Géorgie | 31 - 3 | Portugal | Tbilissi |
| 2 février 2008 |         |        |          | Tbilissi |
| 2 février 2008 |         |        |          | Tbilissi |

| 9 février 2008 | Géorgie | 22 – 7 (10 - 7) | Roumanie | Tbilissi 8,000 spectateurs Arbitre : N. Ballard |
| 9 février 2008 |         |                 |          | Tbilissi 8,000 spectateurs Arbitre : N. Ballard |
| 9 février 2008 |         |                 |          | Tbilissi 8,000 spectateurs Arbitre : N. Ballard |

| 16 février 2008 | Portugal | 42 – 6 | République tchèque | Lisbonne |
| 16 février 2008 |          |        |                    | Lisbonne |
| 16 février 2008 |          |        |                    | Lisbonne |

| 23 février 2008 | Portugal | 6 – 11 | Géorgie | Lisbonne |
| 23 février 2008 |          |        |         | Lisbonne |
| 23 février 2008 |          |        |         | Lisbonne |

| 23 février 2008 | Espagne | 11 – 17 (11 - 7) | Roumanie | Madrid 5,400 spectateurs Arbitre : S. Marrama |
| 23 février 2008 |         |                  |          | Madrid 5,400 spectateurs Arbitre : S. Marrama |
| 23 février 2008 |         |                  |          | Madrid 5,400 spectateurs Arbitre : S. Marrama |

| 1er mars 2008 | Russie | 41 – 26 | Portugal | Krasnodar |
| 1er mars 2008 |        |         |          | Krasnodar |
| 1er mars 2008 |        |         |          | Krasnodar |

| 8 mars 2008 | Roumanie | 21 – 15 (0 - 6) | Portugal | Bucarest 1,800 spectateurs Arbitre : S. McDowell |
| 8 mars 2008 |          |                 |          | Bucarest 1,800 spectateurs Arbitre : S. McDowell |
| 8 mars 2008 |          |                 |          | Bucarest 1,800 spectateurs Arbitre : S. McDowell |

| 8 mars 2008 | Russie | 42 – 16 | Espagne | Krasnodar |
| 8 mars 2008 |        |         |         | Krasnodar |
| 8 mars 2008 |        |         |         | Krasnodar |

| 15 mars 2008 | Russie | 12 – 8 (3 - 3) | Roumanie | Krasnodar Arbitre : C. Stanley |
| 15 mars 2008 |        |                |          | Krasnodar Arbitre : C. Stanley |
| 15 mars 2008 |        |                |          | Krasnodar Arbitre : C. Stanley |

| 22 mars 2008 | Roumanie | 76 – 7 (45 - 0) | République tchèque | Bucarest 1,500 spectateurs Arbitre : S. Mancini |
| 22 mars 2008 |          |                 |                    | Bucarest 1,500 spectateurs Arbitre : S. Mancini |
| 22 mars 2008 |          |                 |                    | Bucarest 1,500 spectateurs Arbitre : S. Mancini |

| 29 mars 2008 | République tchèque | 3 – 22 | Géorgie | Prague |
| 29 mars 2008 |                    |        |         | Prague |
| 29 mars 2008 |                    |        |         | Prague |

| 12 avril 2008 | Russie | 12 – 18 | Géorgie | Krasnoïarsk |
| 12 avril 2008 |        |         |         | Krasnoïarsk |
| 12 avril 2008 |        |         |         | Krasnoïarsk |

| 19 avril 2008 | République tchèque | 3 – 49 | Russie | Prague |
| 19 avril 2008 |                    |        |        | Prague |
| 19 avril 2008 |                    |        |        | Prague |

| 26 avril 2008 | Géorgie | 22 - 20 | Espagne | Tbilissi |
| 26 avril 2008 |         |         |         | Tbilissi |
| 26 avril 2008 |         |         |         | Tbilissi |

| 10 mai 2008 | Espagne | 21 - 17 | Portugal | Madrid |
| 10 mai 2008 |         |         |          | Madrid |
| 10 mai 2008 |         |         |          | Madrid |

## Division 2A

### Classement
| Rang | Pays      | J | V | N | D | Pm  | Pe  | Diff | Pts |
| ---- | --------- | - | - | - | - | --- | --- | ---- | --- |
| 1    | Allemagne | 8 | 6 | 0 | 2 | 191 | 124 | +67  | 20  |
| 2    | Belgique  | 8 | 6 | 0 | 2 | 214 | 167 | +47  | 20  |
| 3    | Moldavie  | 8 | 5 | 0 | 3 | 163 | 157 | +6   | 18  |
| 4    | Ukraine   | 8 | 3 | 0 | 5 | 117 | 128 | -11  | 14  |
| 5    | Pays-Bas  | 8 | 0 | 0 | 8 | 97  | 226 | -129 | 8   |

Matchs aller
| 11 novembre 2006 | Moldavie | 26 – 24 | Allemagne | Chișinău |
| 11 novembre 2006 |          |         |           | Chișinău |
| 11 novembre 2006 |          |         |           | Chișinău |

| 4 novembre 2006 | Belgique | 24 – 11 | Ukraine | Bruxelles |
| 4 novembre 2006 |          |         |         | Bruxelles |
| 4 novembre 2006 |          |         |         | Bruxelles |

| 18 novembre 2006 | Pays-Bas | 18 – 29 | Ukraine | Amsterdam |
| 18 novembre 2006 |          |         |         | Amsterdam |
| 18 novembre 2006 |          |         |         | Amsterdam |

| 18 novembre 2006 | Allemagne | 32 – 13 | Belgique | Heidelberg |
| 18 novembre 2006 |           |         |          | Heidelberg |
| 18 novembre 2006 |           |         |          | Heidelberg |

| 25 novembre 2006 | Moldavie | 43 – 7 | Pays-Bas | Chișinău |
| 25 novembre 2006 |          |        |          | Chișinău |
| 25 novembre 2006 |          |        |          | Chișinău |

| 21 avril 2007 | Ukraine | 14 – 22 | Allemagne | Kiev |
| 21 avril 2007 |         |         |           | Kiev |
| 21 avril 2007 |         |         |           | Kiev |

| 21 avril 2007 | Belgique | 27 – 29 | Moldavie | Bruxelles |
| 21 avril 2007 |          |         |          | Bruxelles |
| 21 avril 2007 |          |         |          | Bruxelles |

| 28 avril 2007 | Allemagne | 21 – 12 | Pays-Bas | Hanovre |
| 28 avril 2007 |           |         |          | Hanovre |
| 28 avril 2007 |           |         |          | Hanovre |

| 5 mai 2007 | Ukraine | 16 – 17 | Moldavie | Kiev |
| 5 mai 2007 |         |         |          | Kiev |
| 5 mai 2007 |         |         |          | Kiev |

| 5 mai 2007 | Pays-Bas | 20 – 27 | Belgique | Amsterdam |
| 5 mai 2007 |          |         |          | Amsterdam |
| 5 mai 2007 |          |         |          | Amsterdam |

Matchs retour
| 10 novembre 2007 | Belgique | 32 - 18 | Allemagne | Bruxelles |
| 10 novembre 2007 |          |         |           | Bruxelles |
| 10 novembre 2007 |          |         |           | Bruxelles |

| 4 novembre 2007 | Ukraine | 15 – 18 | Belgique | Théodosie |
| 4 novembre 2007 |         |         |          | Théodosie |
| 4 novembre 2007 |         |         |          | Théodosie |

| 18 novembre 2007 | Ukraine | 13 - 7 | Pays-Bas | Kiev |
| 18 novembre 2007 |         |        |          | Kiev |
| 18 novembre 2007 |         |        |          | Kiev |

| 24 novembre 2007 | Allemagne | 34 – 5 | Moldavie | Heidelberg |
| 24 novembre 2007 |           |        |          | Heidelberg |
| 24 novembre 2007 |           |        |          | Heidelberg |

| 25 novembre 2007 | Pays-Bas | 13 – 15 | Moldavie | Amsterdam |
| 25 novembre 2007 |          |         |          | Amsterdam |
| 25 novembre 2007 |          |         |          | Amsterdam |

| 19 avril 2008 | Allemagne | 13 - 5 | Ukraine | Hanovre |
| 19 avril 2008 |           |        |         | Hanovre |
| 19 avril 2008 |           |        |         | Hanovre |

| 21 avril 2008 | Moldavie | 19 - 22 | Belgique | Chișinău |
| 21 avril 2008 |          |         |          | Chișinău |
| 21 avril 2008 |          |         |          | Chișinău |

| 26 avril 2008 | Pays-Bas | 17 - 27 | Allemagne | Amsterdam |
| 26 avril 2008 |          |         |           | Amsterdam |
| 26 avril 2008 |          |         |           | Amsterdam |

| 3 mai 2008 | Moldavie | 9 - 14 | Ukraine | Chișinău |
| 3 mai 2008 |          |        |         | Chișinău |
| 3 mai 2008 |          |        |         | Chișinău |

| 3 mai 2008 | Belgique | 51 - 3 | Pays-Bas | Bruxelles |
| 3 mai 2008 |          |        |          | Bruxelles |
| 3 mai 2008 |          |        |          | Bruxelles |

## Division 2B

### Classement
| Rang | Pays     | J | V | N | D | Pm | Pe | Diff | Pts |
| ---- | -------- | - | - | - | - | -- | -- | ---- | --- |
| 1    | Pologne  | 8 | 7 | 0 | 1 | 0  | 0  | 0    | 22  |
| 2    | Lettonie | 8 | 5 | 0 | 3 | 0  | 0  | 0    | 18  |
| 3    | Croatie  | 8 | 4 | 0 | 4 | 0  | 0  | 0    | 16  |
| 4    | Andorre  | 8 | 2 | 0 | 6 | 0  | 0  | 0    | 12  |
| 5    | Malte    | 8 | 2 | 0 | 6 | 0  | 0  | 0    | 12  |

Matchs aller
| 7 octobre 2006 | Pologne | 54 – 8 | Andorre | Cracovie |
| 7 octobre 2006 |         |        |         | Cracovie |
| 7 octobre 2006 |         |        |         | Cracovie |

| 28 octobre 2006 | Lettonie | 27 – 16 | Malte | Riga |
| 28 octobre 2006 |          |         |       | Riga |
| 28 octobre 2006 |          |         |       | Riga |

| 28 octobre 2006 | Croatie | 11 – 12 | Pologne | Makarska |
| 28 octobre 2006 |         |         |         | Makarska |
| 28 octobre 2006 |         |         |         | Makarska |

| 4 novembre 2006 | Malte | 18 - 40 | Croatie | Paola |
| 4 novembre 2006 |       |         |         | Paola |
| 4 novembre 2006 |       |         |         | Paola |

| 4 novembre 2006 | Andorre | 21 - 34 | Lettonie | Andorre-la-Vieille |
| 4 novembre 2006 |         |         |          | Andorre-la-Vieille |
| 4 novembre 2006 |         |         |          | Andorre-la-Vieille |

| 31 mars 2007 | Croatie | 7 – 25 | Lettonie | Makarska |
| 31 mars 2007 |         |        |          | Makarska |
| 31 mars 2007 |         |        |          | Makarska |

| 7 avril 2007 | Andorre | 24 - 13 | Croatie | Andorre-la-Vieille |
| 7 avril 2007 |         |         |         | Andorre-la-Vieille |
| 7 avril 2007 |         |         |         | Andorre-la-Vieille |

| 5 mai 2007 | Lettonie | 9 - 33 | Pologne | Riga |
| 5 mai 2007 |          |        |         | Riga |
| 5 mai 2007 |          |        |         | Riga |

| 12 mai 2007 | Malte | 31 - 24 | Andorre | Paola |
| 12 mai 2007 |       |         |         | Paola |
| 12 mai 2007 |       |         |         | Paola |

| 19 mai 2007 | Pologne | 36 - 3 | Malte | Siedlce |
| 19 mai 2007 |         |        |       | Siedlce |
| 19 mai 2007 |         |        |       | Siedlce |

Matchs retour
| 29 septembre 2007 | Andorre | 5 - 33 | Pologne | Andorre-la-Vieille |
| 29 septembre 2007 |         |        |         | Andorre-la-Vieille |
| 29 septembre 2007 |         |        |         | Andorre-la-Vieille |

| 27 octobre 2007 | Pologne | 14 – 15 | Croatie | Gdynia |
| 27 octobre 2007 |         |         |         | Gdynia |
| 27 octobre 2007 |         |         |         | Gdynia |

| 10 novembre 2007 | Croatie | 24 - 9 | Malte | Makarska |
| 10 novembre 2007 |         |        |       | Makarska |
| 10 novembre 2007 |         |        |       | Makarska |

| 17 novembre 2007 | Malte | 16 – 13 | Lettonie | Paola |
| 17 novembre 2007 |       |         |          | Paola |
| 17 novembre 2007 |       |         |          | Paola |

| 24 novembre 2007 | Lettonie | 20 - 9 | Andorre | Riga |
| 24 novembre 2007 |          |        |         | Riga |
| 24 novembre 2007 |          |        |         | Riga |

| 19 avril 2008 | Croatie | 15 - 10 | Andorre | Split |
| 19 avril 2008 |         |         |         | Split |
| 19 avril 2008 |         |         |         | Split |

| 26 avril 2008 | Pologne | 55 - 0 | Lettonie | Koszalin |
| 26 avril 2008 |         |        |          | Koszalin |
| 26 avril 2008 |         |        |          | Koszalin |

| 10 mai 2008 | Lettonie | 20 - 8 | Croatie | Riga |
| 10 mai 2008 |          |        |         | Riga |
| 10 mai 2008 |          |        |         | Riga |

| 10 mai 2008 | Malte | 16 - 29 | Pologne | Paola |
| 10 mai 2008 |       |         |         | Paola |
| 10 mai 2008 |       |         |         | Paola |

| 17 mai 2008 | Andorre | 17 - 16 | Malte | Andorre-la-Vieille |
| 17 mai 2008 |         |         |       | Andorre-la-Vieille |
| 17 mai 2008 |         |         |       | Andorre-la-Vieille |